# 맥 OS X 레퍼드
맥 OS X 레퍼드(Mac OS X Leopard)는 애플이 개발한 매킨토시용 운영 체제인 맥 OS X의 여섯 번째 주요 버전이며, 2007년 10월 26일 맥 OS X 타이거의 이후 버전으로 출시되었다. 이 버전은 개인용 컴퓨터에 맞는 데스크톱 버전과 서버에 맞는 버전인 맥 OS X 레퍼드 서버로 출시되었다. 스티브 잡스는 2008년 맥월드에서 20%의 매킨토시가 맥 OS X 레퍼드를 사용하고 있다고 밝혔다. 레퍼드는 맥 OS X 스노 레퍼드로 대체되었다. 레퍼드는 파워PC 아키텍처를 지원하는 마지막 맥 OS X 버전이다. 이후 나온 맥 OS X 스노 레퍼드는 인텔 프로세서 기반 맥에서만 작동한다.
레퍼드에는 300가지가 넘는 기능이 새로 탑재되었다. 레퍼드는 새롭게 디자인된 독, 스택, 투명 메뉴 바, 새로워진 파인더 등과 함께 완전히 새로워진 데스크톱 경험을 제공한다. 그 외에도 64비트 그래픽 사용자 인터페이스 애플리케이션 코딩 가능. 타임 머신이라는 자동 백업 도구. 다중 기기로의 스팟라이트 지원. 기존에 일부 기기에만 포함되어 있던 프론트 로우와 포토 부스 추가 등이 변화했다.
처음에 2005년 WWDC에서 개발이 발표되었고, 2006년 WWDC에서 기능 중 일부를 선보였다. 애플에서 처음에는 2007년 초반에 발표를 계획했지만 아이폰의 개발상의 이유로 2007년 10월 중으로 발표를 미루었다. 또, 2007년 10월 26일 오후 6시(한국시간)부터 세계 각국에서 발매되었다.

## 시스템 요구 사항
애플은 기본 시스템 요구 사항을 다음과 같이 적어놓았지만, 몇몇 응용 소프트웨어는 인텔 프로세서를 요구한다.
- 인텔 프로세서, 또는 파워PC G4 (867 MHz 이상), 파워PC G5 프로세서
- DVD 드라이브
- 512 MB 이상의 RAM (1 GB 이상 권장)
- 9 GB 이상의 하드 디스크 공간

레퍼드의 리테일 버전은 각각의 프로세서용으로 다른 버전으로 출시되지 않고, 파워PC와 인텔 프로세서에서 동시에 작동할 수 있는 유니버설 바이너리 버전으로 출시되었다. 레퍼드는 느린 파워PC G4와 파워PC G3 프로세서에 대한 지원을 중지했다. 최근 나오는 매킨토시는 인텔 프로세서를 사용하기에, 해당 매킨토시에 포함되는 레퍼드는 인텔 프로세서 전용 버전이다.

## 새로운 기능

### 최종 사용자 기능
애플은 맥 OS X 레퍼드가 300개 이상의 기능을 가지고 있다고 홍보했다. 해당 기능들은 다음과 같다:
- 향상된 오토메이터.
- 백 투 마이 맥. 모바일미 사용자들이 집에서 떨어져 있어도 인터넷으로 그들의 홈 컴퓨터의 파일을 접근할 수 있는 기능.
- 부트캠프, 인텔 프로세서 기반 맥에서 컴퓨터를 시동할 때 맥 OS X와 윈도우 XP, 윈도우 비스타 중 원하는 운영 체제로 부팅을 하는 듀얼 부팅을 지원하는 기능이다.
- 향상된 대시보드, 새로운 대시보드는 웹 클립이라는 기능을 추가했다. 이 기능은 사파리 브라우저로 보는 웹 페이지를 라이브 대시보드 위젯으로 가져오는 기능이다. 또한 대시보드 위젯을 개발하는 도구인 대시코드도 추가되었다.[7]
- 새로운 데스크톱. 독이 3차원 모양으로 바뀌었으며, 스택이라는 기능에 의해 독에 여러 개의 파일이나 응용 프로그램들을 하나의 아이콘으로 정리할 수 있다.[8]
- 사전으로 이제 위키백과를 검색할 수 있다. 또한 일본어 사전을 추가했다.[9][10]
- 새롭게 디자인된 파인더, 커버 플로우 등 아이튠즈 7과 유사한 기능을 추가했다.
- 프론트 로우가 애플 TV와 비슷한 사용자 인터페이스로 변화했다.
- 아이캘, CalDAV 지원이 추가되었다. 맥 OS X 서버 레퍼드의 iCal 서버와 함께 사용하여 그룹웨어와 같은 활용이 가능해졌다.
- 아이챗, 다중 로그인, 애니메이션 아이콘, 탭 채팅, 아이챗 시어터, 원격 화면 공유 등의 기능이 추가되었다.[11][12]
- 메일, RSS 피드, 노트, 할 일 모음 등의 기능을 포함한다.[13]
- 자녀 보호는 이제 인터넷에 대한 관리 기능을 추가하고, 원격 설치를 통해 어디서든지 자녀 보호를 설정할 수 있다.[14]
- 팟캐스트 캡처, 사용자가 팟캐스트를 녹화하고 배포할 수 있는 기능. 이 프로그램은 맥 OS X 서버를 구동하는 컴퓨터로의 접근을 요구한다.
- 퀵 룩, 파인더에서 해당 파일에 관계된 응용 프로그램을 직접 실행하지 않고 간단하게 내용을 볼 수 있는 기술이다. 오피스 문서나, 아이워크 문서, PDF 파일, 그림, 동영상 등을 지원한다. 파인더뿐 아니라 타임 머신에서도 사용할 수 있으며, 지원하지 않는 파일이라도 플러그인을 통해서 이용할 수 있다.
- 웹 클립을 포함한 사파리 3.
- 스페이스, 가상 데스크톱 기술이다. 데스크톱에 그룹화된 공간에 여러 개의 응용 프로그램의 창을 나누거나 이동할 수 있다.
- 타임 머신, 사용자의 컴퓨터의 볼륨에 있는 자료들을 자동으로 백업한다. 사용자가 무언가를 지우거나 잃어버렸을 때 변경한 파일들을 선택하여 복원할 수 있다. 맥 OS X 서버 레퍼드의 네트워크 볼륨, 타임 캡슐에도 백업할 수 있다.[15]
- 스팟라이트, 불린 연산자와 괄호 기능을 지원한다. 네트워크상의 공유 폴더도 검색하는 기능이 추가되었다. 부가적으로 계산 기능이나 사전 검색 기능도 추가되었다.
- 유니버설 액세스, 점자 디스플레이 지원이 추가되었다. 운영 체제를 설치하면서도 점자 디스플레이를 사용할 수 있다. 음성 합성 기능에 새로운 음성인 Alex가 추가되었다. 인간의 음성에 조금 더 가까운 자연스러운 발음을 사용한다. 말하는 속도가 빨라지더라도 호흡이나 억양을 잃지 않는다.
- 러시아어 지원을 추가함으로써 모두 18개국 언어를 지원한다.
- 맥 OS X 레퍼드는 클래식 환경에 대한 지원을 중단한다.

### 개발자 기술
- 64비트 응용 소프트웨어에 대한 네이티브 지원, 코코아 API로 64비트 응용 소프트웨어를 만들 수 있다. 이전에 있던 32비트 응용 프로그램은 에뮬레이션 없이 계속 같은 라이브러리와 프레임워크에서 작동된다.
- 오브젝티브-C 2.0 런타임. 가비지 컬렉션과 같은 새로운 기능을 지원하고, 엑스코드 3.0은 오브젝티브-C 2.0을 지원하고 또 그 언어로 작성되었다.
- 새로운 프레임워크인 코어 애니메이션은 개발자가 복잡한 애니메이션을 적은 프로그램 코드로 만들 수 있게 해준다.
- 새로운 스크립팅 브릿지는 파이썬과 루비를 이용해서 코코아 프레임워크와 소통할 수 있도록 해준다.[16]
- 루비 온 레일즈가 기본으로 설치되어있다.
- 레퍼드의 오픈GL 스택이 버전 2.1로 업데이트되었다.
- ZFS 파일 시스템을 읽기 전용으로 사용할 수 있다. 2006년 12월 중반에 레퍼드의 프리 릴리즈 버전이 선 마이크로시스템즈의 ZFS 파일 시스템을 포함하는 것으로 보였다.[17] 또한 조나단 슈워츠 선 마이크로시스템즈 CEO는 ZFS가 레퍼드의 기본 파일 시스템이라고 밝혔다.[18] 하지만 곧 애플은 HFS+가 레퍼드에 사용될 것이고, ZFS는 사용되지 않을 것이라고 밝혔다. 이후 애플은 "읽기 전용" ZFS 버전이 포함될 것이라고 밝혔다.[19]
- 레퍼드는 블루레이 디스크와 HD DVD를 읽는데 필요한 UDF 2.5에 대한 드라이버를 추가했다.[20]
- 레퍼드는 J2SE 5.0을 포함한다.[21]

### 보안 향상
- 라이브러리 랜덤화: 레퍼드는 메모리에 있는 몇몇 라이브러리의 위치를 랜덤화하는 "주소 공간 배치 난수화 (ASLR)"을 포함한다. 각각의 프로세스의 메모리 주소를 메모리 상의 공간에 임의로 배치하여 악의적인 프로그램이 특정 코드기 메모리상에서 있는 주소를 예측하기 어렵게 하였다.
- 애플리케이션 서명: 레퍼드용으로 개발된 모든 응용 프로그램에는 애플이나 서드파티 개발자의 서명을 붙일 수 있다.
- 애플리케이션 레이어 방화벽: 사용자는 개개의 응용 프로그램에 방화벽 기능을 사용할 수 있다.
- 샌드박스: 레퍼드는 RBAC에 대한 커널 레벨 지원을 포함한다.

## 사라진 기능
- 클래식 환경: 맥 OS X 레퍼드부터는 클래식 환경인 맥 OS 9.2.2를 구동하는 기능이 없어졌다.
- 셜록: 맥 OS 8.5에 처음 추가된 서비스로, 로컬 디스크와 넷 버비스의 검색 엔진 클라이언트이다. 기능적으로는 이미 맥 OS X 타이거에서 대쉬보드나 스팟라이트로 옮겨졌다.
- NetInfo: NeXTSTEP에서 이어받은 관리 정보 데이터베이스 및 디렉터리 서비스 기능이다. 네트워크 자원의 관리는 오픈 디렉터리로 옮겨져 로컬 자원의 관리는 DSlocal로 넘어갔다.

Service Location Protocol (SLP): 서비스를 찾기 위한 프로토콜이다. 맥 OS 8.5에서 SLP 버전 1, 맥 OS 9에서 SLP 버전 2를 사용할 수 있었지만, 맥 OS X 10.2에서 Bonjour와 합쳐지면서 맥 OS X 레퍼드로 오면서 SLP는 폐지되었다.

## 호환성
레퍼드 출시 이후, 레퍼드를 설치한 후 로그인 프로세스가 시작되기 바로 전부터 블루 스크린이 나온다는 제보가 잇따랐다. 애플은 이 문제를 "애플리케이션 향상 도구"라는 지원되지 않는 애드온 확장 기능의 최신 버전이 깔려 있지 않았을 경우 일어나는 문제라고 밝혔다. 이 프로그램은 로지텍 마우스 드라이버의 일부로 제공되며 많은 사용자들에게 알려지지 않는 채로 설치된다. 하지만, 당시 2.0.3이었던 최신 버전을 설치한 사용자들은 영향을 받지 않고, 그 전 버전을 받은 사용자만이 영향을 받았다. 애플은 이 문제를 해결하는 기술 지원 문서를 등록했다.

## 버전 이력
| 버전   | 빌드         | 날짜             | OS 이름  | 설명                                                  | 다운로드 링크                |
| ------ | ------------ | ---------------- | -------- | ----------------------------------------------------- | ---------------------------- |
| 10.5   | 9A581        | 2007년 10월 26일 | 다윈 9.0 | 공식 리테일 DVD판                                     | 없음                         |
| 10.5.1 | 9B18         | 2007년 11월 15일 | 다윈 9.1 | About the Mac OS X 10.5.1 Update 두 번째 리테일 DVD판 | Mac OS X 10.5.1 Update       |
| 10.5.2 | 9C31, 9C7010 | 2008년 2월 21일  | 다윈 9.2 | About the Mac OS X 10.5.2 Update                      | Mac OS X 10.5.2 Combo Update |
| 10.5.3 | 9D34         | 2008년 5월 28일  | 다윈 9.3 | About the Mac OS X 10.5.3 Update                      | Mac OS X 10.5.3 Update       |
| 10.5.4 | 9E17         | 2008년 6월 30일  | 다윈 9.4 | About the Mac OS X 10.5.4 update 세 번째 리테일 DVD판 | Mac OS X 10.5.4 Update       |
| 10.5.5 | 9F33         | 2008년 9월 15일  | 다윈 9.5 | About the Mac OS X 10.5.5 Update                      | Mac OS X 10.5.5 Update       |
| 10.5.6 | 9G55         | 2008년 12월 15일 | 다윈 9.6 | About the Mac OS X 10.5.6 Update                      | Mac OS X 10.5.6 Update       |
| 10.5.6 | 9G66         | 2009년 1월 6일   | 다윈 9.6 | 네번째 리테일 DVD판 (맥 박스 셋의 일부)               | 없음                         |
| 10.5.7 | 9J61         | 2009년 5월 13일  | 다윈 9.7 | About the Mac OS X 10.5.7 Update                      | Mac OS X 10.5.7 Update       |
| 10.5.8 | 9L30         | 2009년 8월 5일   | 다윈 9.8 | About the Mac OS X 10.5.8 Update                      | Mac OS X 10.5.8 Update       |

## 같이 보기
- 맥 OS X